# Bovarismo
El bovarismo (del francés bovarysme) o síndrome de madame Bovary es un estado de insatisfacción crónica de una persona (especialmente en el campo afectivo o amoroso), producido por el contraste entre sus ilusiones y aspiraciones (a menudo desproporcionadas respecto a sus propias posibilidades) y la realidad, que suele frustrarlas. 

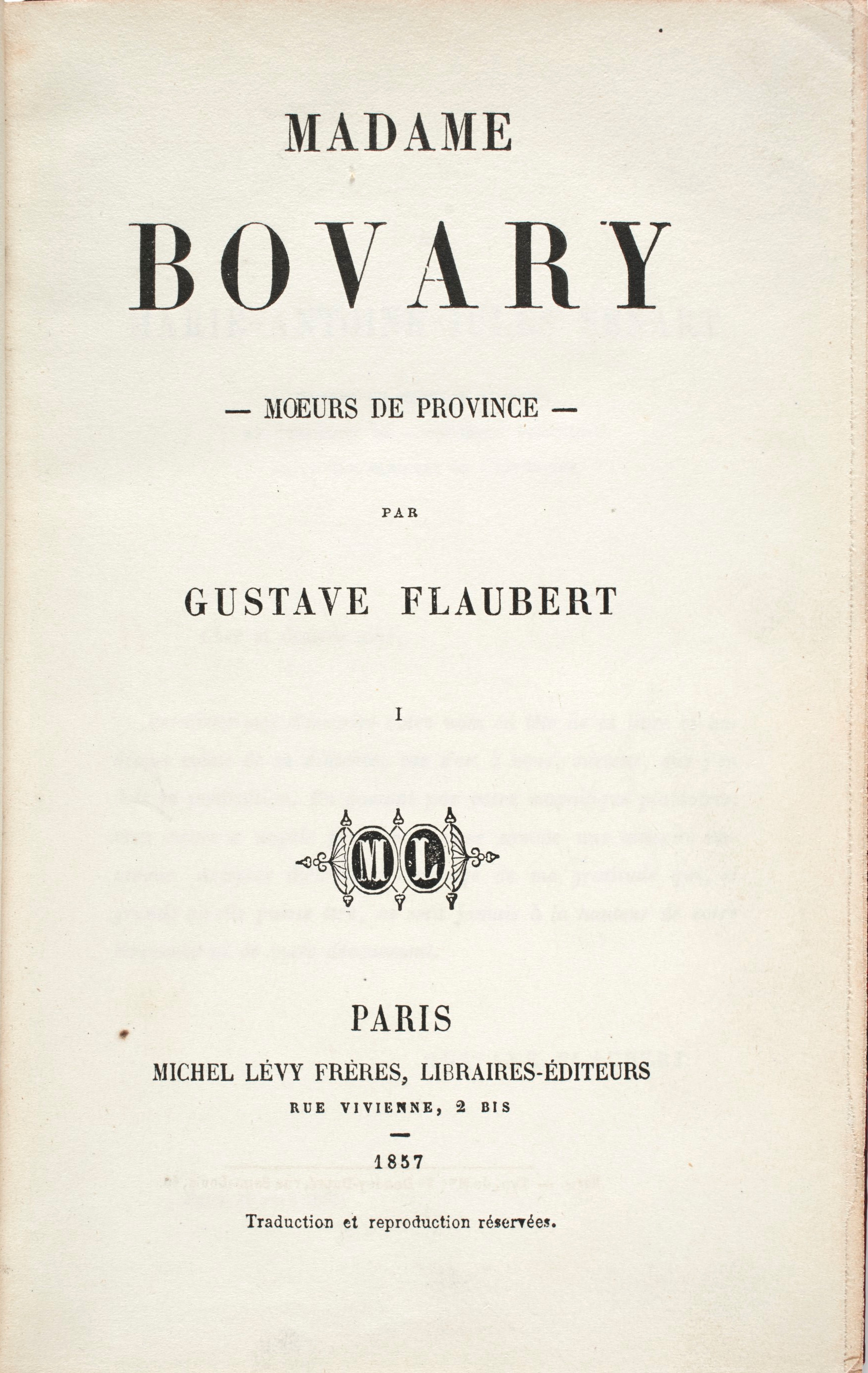
Portada de la primera edición de Madame Bovary. Mœurs de province (Lévy, París, 1857).

El concepto del bovarismo define la tendencia de algunas personas a sufrir la monotonía de la vida provinciana: la gran ciudad se convierte en un sueño alimentado por la lectura de novelas, un medio para liberarse de una realidad demasiado agobiante, la lectura tiene los efectos perversos de una verdadera droga. Después de varias experiencias, el personaje se ve obligado a regresar al mundo real, sintiendo la decepción de volver a ser prisionero de un mundo para el que no está hecho. La oposición característica de estas obras juega con dos facetas: el romanticismo de una pequeña élite más o menos culta y la pesadez burguesa de la sociedad.
El término fue utilizado por primera vez por el filósofo francés Jules de Gaultier en su estudio Le Bovarysme, la psychologie dans l’œuvre de Flaubert (1892), en el que se refiere a la novela Madame Bovary de Gustave Flaubert, en concreto a la figura de su protagonista, Emma Bovary, que se ha convertido en el prototipo de la insatisfacción conyugal. Aunque el término «bovarismo» no está recogido en el Diccionario de la Real Academia Española tiene un uso relativamente frecuente en obras ensayísticas literarias y de otros tipos. También figura en diccionarios de psicología.
Así mismo, es el tema central del estudio publicado por la hispanista lituana Birutė Ciplijauskaitė, La mujer insatisfecha: el adulterio en la novela realista (Madrid, Edhasa, 1984), ensayo dedicado a estudiar el bovarismo en los grandes maestros del realismo literario occidental, incluyendo a autores como el francés Gustave Flaubert, el ruso León Tolstói, los españoles Benito Pérez Galdós y Leopoldo Alas, «Clarín», el alemán Theodor Fontane, el portugués José Maria Eça de Queirós, el estadounidense Henry James y el noruego Henrik Ibsen.

## Etimología
El término «bovarismo» proviene del francés bovarysme, el cual es un sustantivo acuñado por el filósofo francés Jules de Gaultier en 1892 en su ensayo Le Bovarysme, la psychologie dans l’œuvre de Flaubert, el cual deriva del nombre de casada del personaje principal de la novela de Gustave Flaubert, Madame Bovary.
En el francés moderno, se usan dos grafías, bovarysme y bovarisme, aunque con preferencia de la primera. 

## Definición

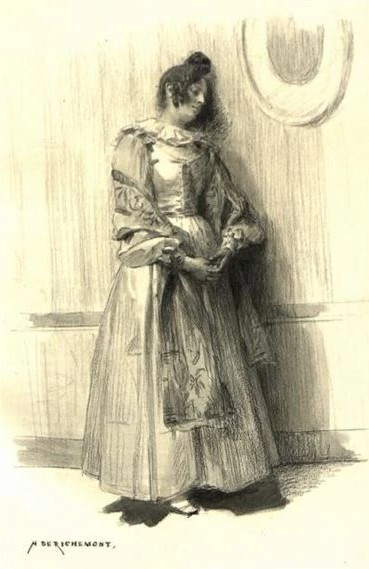
Ilustración de Emma Bovary realizada por Alfred de Richemont para una edición de 1905 de la novela Madame Bovary (París, A. et F. Ferroud)

Gustave Flaubert presenta en su novela a una joven que leyó mucho durante su juventud, en particular obras románticas. Sin embargo, lejos de ajustarse a sus sueños, su vida de casada sólo le trae frustraciones y decepciones, siendo su esposo, Charles Bovary, sólo un hombre promedio honesto. Sus encuentros con Rodolphe Boulanger, un caballero del campo, y Léon Dupuis, estereotipo del joven romántico, con quien tendrá una aventura, también acaban en fracaso. Son en efecto unos y otros sólo pálidas copias de los personajes de novela que ella sueña conocer. Rodolphe es el substituto pedante y cobarde de un aristócrata. En cuanto a Léon, si amaba a Emma al principio, a la manera temerosa y respetuosa de los románticos, el final revela que su relación no se basó en la pasión. Además, Léon es demasiado joven para ser el hombre perfecto en las novelas de Emma. Eventualmente, la decepción de Emma con su vida la lleva a endeudarse. Sus deudas se acumulan y eventualmente se vuelve incapaz de pagarlas, lo que la conduce al suicidio.
El bovarismo es «un estado de insatisfacción, a nivel emocional y social, que se encuentra en particular en ciertos jóvenes neuróticos, y que se traduce en ambiciones vanas y desmedidas, una fuga hacia la imaginación y el romanticismo».
«Dolencia que sufre la heroína de la novela de Flaubert, Emma Bovary, y que consiste en construir su visión del mundo a partir de la lectura de novelas. La invalidez de los universos románticos para servir de modelos al mundo real conduce a una serie de decepciones. Por extensión, el término designa una patología de la lectura».
Según Flaubert, el bovarismo es «el encuentro de los ideales románticos frente a la pequeñez de las cosas en la realidad» calificada por el mismo autor con el término “melancolía”.
De manera más general, el bovarismo puede verse como «el poder otorgado al hombre para concebirse a sí mismo como otro de lo que es». También se utiliza para designar «el uso en la literatura del error del yo sobre el yo antes y después de Flaubert». En este sentido, la heroína de Flaubert se acerca al héroe del escritor español Miguel de Cervantes, don Quijote, pues en ambos casos, la novela traduce como «la desilusión, el desengaño del lector en su relación con la ficción».